# تام مالچو
تام مالچو (به انگلیسی: Tom Malchow) (زادهٔ ۳۰ ژانویهٔ ۱۹۷۶) شناگر اهل ایالات متحده آمریکا است.